# Euparatettix brachyptera
Euparatettix brachyptera är en insektsart som beskrevs av Zheng, Z. och B. Mao 2002. Euparatettix brachyptera ingår i släktet Euparatettix och familjen torngräshoppor. Inga underarter finns listade i Catalogue of Life.